# Povest' o lesnom velikane
Povest' o lesnom velikane (Повесть о лесном великане) è un film del 1954 diretto da Aleksandr Michajlovič Zguridi.